# Гра Ендера (фільм)
«Гра Ендера» (англ. Ender's Game) — американський науково-фантастичний кінофільм режисера Ґевіна Гуда за однойменним романом Орсона Скотта Карда.
Вперше фільм показали 24 жовтня 2013 року у Німеччині. В Україні у кінопрокаті прем'єра фільму відбулася 7 листопада 2013 року.

## Сюжет
Людство пережило напад чужопланетян форміків і вистояло тільки завдяки жертві Мейзера Рекгема, що знищив їхній командний корабель. Земля готується до повторної атаки, для чого існує програма з відбору талановитих дітей. Один з них, Ендрю Віггін, проявляє талант до стратегічного мислення. Полковник Гірем Графф стежить за ним через вживлений в голову пристрій «монітор» і вважає дуже перспективним, на відміну від його брата Пітера. Несподівано «монітор» видаляють, а Ендрю відправляють додому. В школі він змагається з однокласником Стілсоном у відеогрі та виграє. Той провокує бійку, але Ендрю сильно б'є нападника і виходить переможцем.
Ендрю повертається додому до батьків, брата Пола і сестри Валентини. Пол розгніваний провалом брата, адже родині дозволили мати третю дитину, сподіваючись на геніальність молодшого сина. Несподівано Гірем прибуває до них додому і повідомляє, що Ендрю (Ендер, як його називає сестра) пройшов останнє випробування — показав сміливість, знаючи, що за ним не стежать. Він забирає хлопчика до Командної школи на орбіті Землі. Там дітей вчить дисципліні суворий і грубий сержант Джеймс. Графф читає їм лекції та тренує тактику й стратегію в ігрових битвах команда на команду в невагомості.
Зустрічаючи спритніших і сильніших противників, Ендер вигадує прийоми командної роботи, з якими здобуває перемоги. Попри сувору дисципліну, хлопчик наважується висловлювати свої думки, чим тільки виростає в очах однолітків. У вільний час він знаходить процедурно генеровану відеогру, яка показує йому загадковий образ форміків. Також він відточує свою майстерність, тренуючись наодинці з Петрою, однією з небагатьох дівчат у школі. Згодом Віггіну довіряють власну команду «Дракони».
Тренування стають все важчими, Ендер вигадує тактику прикриття товаришами, щоб пролетіти до цілі. Йому заздрить Бонзо Мадрид і нападає на Ендера в душі. Як і Стілсон, він недооцінює рішучість та кмітливість Віггінса й отримує тяжкі травми. Ендер не бажає продовжувати навчання, сумніваючись чи достойний цього, і повертається на Землю. Сестра переконує його продовжити, адже саме Ендер може стати новим Рекгемом. Хлопчика відправляють до командного центру Космічного флоту неподалік від головної планети форміків. Там він має скласти останній і найскладніший екзамен, після якого буде допущений до командування справжнім флотом у прийдешній війні з форміками.
Ендер відвідує базу на покинутій планеті форміків, де знайомиться зі своїм новим наставником. Ним виявляється Мейзер Рекгем, що насправді вижив у війні. Він розповідає, що знайшов слабке місце ворожого флоту — непримітний корабель, на якому перебувала королева форміків. Ендер починає віртуальні симуляції космічних боїв, де проти нього борються дорослі командири. Згодом до нього приєднуються інші здібні діти, його знайомі з Командної школи. Минають місяці, нестача сну виснажує дітей, та врешті настає час останнього екзамену. У флот Ендера дають корабель, яким керує Петра, з Молекулярним дезінтегратором (МД) — найсильнішою зброєю, здатною розщепити на молекули флот форміків. Ендер усвідомлює, що матиме як командир тільки один шанс на постріл МД і то лише якщо він буде щільним.
Спостерігачами на екзамен прибувають командувачі справжнього флоту. Бій симулює зіткнення людей біля планети форміків з величезним ворожим флотом, яким керує Рекгем. Форміки переважають, а після пострілу з МД несподівано прибуває новий флот чужопланетян. Ендер пригадує прийом з Командної школи — він оточує корабель з МД вихором менших кораблів, щоб захистити його до перезарядки. Хлопчик спрямовує другий постріл на планету, який знищує все на її поверхні, в тому числі королев форміків. Це стає перемогою, екзаменатори вражені. Рекгем повідомляє, що це була не симуляція, а справжній бій. Ендер командував реальним флотом через надсвітловий зв'язок і щойно знищив форміків назавжди. Ендер впадає в депресію, усвідомлюючи, що через нього загинули тисячі людей і ціла цивілізація форміків. Він намагається довести Рекгему, що в реальності вирішив би все інакше, тим більш чомусь форміки не нападали 50 років після своєї атаки на Землю.
Ендер намагається зрозуміти, чого хотіли форміки, і здогадується, що вони телепати. В пейзажі навколо хлопчик впізнає місце, бачене у грі. Віґґін знаходить кокон королеви, з якою вступає в телепатичний контакт, а та просить знайти для неї нову планету. Він шле лист сестрі, де розповідає, що отримав звання адмірала і свободу летіти куди захоче. Взявши кокон королеви з собою, Ендер вирушає на пошуки придатної для відродження форміків планети. Наостанок Ендер обіцяє використати свої здібності цього разу не для війни, а для миру.

## У ролях
| Актор            | Персонаж                                           | Роль                                                                        |
| ---------------- | -------------------------------------------------- | --------------------------------------------------------------------------- |
| Ейса Баттерфілд  | Ендрю «Ендер» Віггін (англ. Andrew "Ender" Wiggin) | геніальний хлопчик-стратег, навчається у військовій школі на орбіті Землі   |
| Гаррісон Форд    | Гірем Графф (англ. Hyram Graff)                    | полковник, що шукає і навчає обдарованих дітей                              |
| Гейлі Стайнфельд | Петра Арканіан (англ. Petra Arkanian)              | подруга Ендера в Командній школі, одна з небагатьох дівчат, що пройшли туди |
| Бен Кінґслі      | Мазер Рекгем (англ. Mazer Rackham)                 | герой війни з чужопланетянами, вчитель Ендера                               |
| Віола Девіс      | Ґвен Андерсон (англ. Gwen Anderson)                | майор, що наглядає за Ендером                                               |
| Ебігейл Бреслін  | Валентина Віггін (англ. Valentine Wiggin)          | старша сестра Ендера                                                        |
| Мойзес Аріас     | Бонзо Мадрид (англ. Bonzo Madrid)                  | суперник Ендера у Командній школі, що заздрить йому                         |
| Брендон Су Ху    | Моло (англ. Molo)                                  | філіппінський ветеран війни                                                 |

## Знімання
Знімання почалися 27 лютого 2012 року і проходили в Новому Орлеані.

## Сприйняття

### Критика
Станом на 30 жовтня 2013 року рейтинг очікування фільму на сайті Rotten Tomatoes становив 97 % зі 45,281 голос, на Kino-teatr.ua — 89 % (9 голосів).
Фільм отримав здебільшого позитивні відгуки: Rotten Tomatoes дав оцінку 61 % на основі 189 відгуків від критиків (середня оцінка 6/10) і 73 % від глядачів із середньою оцінкою 3,8/5 (88,046 голосів). Загалом на сайті фільми має позитивний рейтинг, фільму зарахований «стиглий помідор» від кінокритиків і «попкорн» від глядачів, Internet Movie Database — 7,2/10 (34 169 голосів), Metacritic — 51/100 (39 відгуків критиків) і 7,1/10 від глядачів (262 голоси). Загалом на цьому ресурсі від критиків фільм отримав змішані відгуки, а від глядачів — позитивні.

### Касові збори
Під час показу в Україні, що стартував 7 листопада 2013 року, протягом першого тижня фільм показали у 80 кінотеатрах і він зібрав 148,188 $, що на той час дозволило йому зайняти 3 місце серед усіх прем'єр. Показ протривав 6 тижнів і завершився 15 грудня 2013 року. За цей час стрічка зібрала у кінопрокаті 264,788 $. Із цим показником стрічка зайняла 77 місце у кінопрокаті за касовими зборами в Україні.
Під час показу у США, що розпочався 1 листопада 2013 року, протягом першого тижня фільм показали у 3,407 кінотеатрах і він зібрав 27,017,351 $, що на той час дозволило йому зайняти 1 місце серед усіх прем'єр. Показ фільму протривав 70 днів (7 тижнів) і завершився 9 січня 2014 року. За цей час фільм зібрав у світовому прокаті 125 млн $ при бюджеті 110 млн $.

### Нагороди і номінації[13]
| Рік  | Нагорода                          | Категорія                                                       | Номінант                                            | Результат |
| ---- | --------------------------------- | --------------------------------------------------------------- | --------------------------------------------------- | --------- |
| 2013 | Key Art Awards                    | Найкраще зображення                                             | Summit Entertainment, Commonwealth Advertising Inc. | Перемога  |
| 2013 | Товариство кінокритиків Фінікса   | Найкраще виконання головної чи другорядної ролі молодим актором | Аса Баттерфілд                                      | Номінація |
| 2013 | Асоціація кінокритиків Вашингтона | Найкраща гра молодого актора                                    | Аса Баттерфілд                                      | Номінація |

### Саундтрек
| Трек-лист | Трек-лист                | Трек-лист  |
| #         | Назва                    | Тривалість |
| --------- | ------------------------ | ---------- |
| 1.        | «Ender's War»            | 3:27       |
| 2.        | «Stay Down»              | 2:42       |
| 3.        | «Move It Launchies»      | 0:56       |
| 4.        | «The Battle Room»        | 3:03       |
| 5.        | «Mind Game Part 1»       | 2:24       |
| 6.        | «Salamander Battle»      | 3:34       |
| 7.        | «Mind Game Part 2»       | 3:55       |
| 8.        | «Dragon Army»            | 2:24       |
| 9.        | «Dragons Win»            | 3:53       |
| 10.       | «Bonzo»                  | 1:37       |
| 11.       | «Ender Quits»            | 6:22       |
| 12.       | «Mazer Rackham»          | 2:34       |
| 13.       | «Enemy Planet»           | 3:50       |
| 14.       | «Command School»         | 2:42       |
| 15.       | «Graduation Day»         | 1:28       |
| 16.       | «Final Test»             | 6:02       |
| 17.       | «Game Over»              | 2:36       |
| 18.       | «The Way We Win Matters» | 6:14       |
| 19.       | «Ender's Promise»        | 5:09       |
| 20.       | «Commander»              | 3:33       |

## Цікаві факти
Ворожі до людей інопланетяни в фільмі називаються форміками від латинського formica — мураха. В оригіналі цю комахоподібну расу називають «Formics» або «Bugger». Якщо перше слово — просто видозмінене латинське formica, то друге має непристойний підтекст, тому не використовувалося у фільмі. Схоже на Bug (жук), воно походить від давнього bougre, «содомія»; сленґове Bugger — груба лайка на адресу людини, яка дивно або неприємно себе поводить, «педераст»[джерело?].